# Tarauacá (kommun)
Tarauacá är en kommun i Brasilien.   Den ligger i delstaten Acre, i den västra delen av landet, 2 700 km väster om huvudstaden Brasília. Antalet invånare är 35 526.
Följande samhällen finns i Tarauacá:
- Tarauacá

I omgivningarna runt Tarauacá växer i huvudsak städsegrön lövskog. Trakten runt Tarauacá är nära nog obefolkad, med mindre än två invånare per kvadratkilometer.